# Xerophyllum cortices
Xerophyllum cortices är en insektsart som beskrevs av Buckton 1903. Xerophyllum cortices ingår i släktet Xerophyllum och familjen torngräshoppor. Inga underarter finns listade i Catalogue of Life.